# Губерлинский сельсовет
Губерлинский сельсовет — административно-территориальное образование и бывшее муниципальное образование со статусом сельского поселения в Гайском районе Оренбургской области России
Административный центр — село Хмелёвка.

## Упразднённые населённые пункты
В 1998 году упразднены хутора Известковый, Горюн, Климовка, Молостово, в 2005 — посёлок Калиновка, хуторов Брынзозавод, Вязовка, Крутенький, Сучково Ущелье, Верхняя Сухоречка, Мокрый Дол.

## Население
| 2010 | 2012 | 2013 | 2014 | 2015 |
| ---- | ---- | ---- | ---- | ---- |
| 509  | ↘460 | ↘432 | ↘396 | ↘385 |

## Примечание
1. 1 2  Численность населения Российской Федерации по муниципальным образованиям на 1 января 2015 года
2. ↑  Губерлинский сельсовет / Сельские поселения / Гайский район Архивная копия от 3 февраля 2014 на Wayback Machine
3. ↑  Постановление Законодательного Собрания Оренбургской области от 29 декабря 1997 года N 230/40-ПЗС «Об упразднении населённых пунктов». docs.cntd.ru. Дата обращения: 3 сентября 2024. Архивировано 8 октября 2023 года.
4. ↑  Об упразднении поселка Калиновка, хуторов Брынзозавод, Вязовка, Крутенький, Сучково Ущелье, Верхняя Сухоречка, Мокрый Дол Губерлинского сельсовета Гайского района Оренбургской области. docs.cntd.ru. Дата обращения: 3 сентября 2024. Архивировано 22 января 2023 года.
5. ↑  Всероссийская перепись населения 2010 года. Численность и размещение населения Оренбургской области
6. ↑  Численность населения Российской Федерации по муниципальным образованиям. Таблица 35. Оценка численности постоянного населения на 1 январ
7. ↑  Численность населения Российской Федерации по муниципальным образованиям на 1 января 2013 года. Таблица 33. Численность населения городских округов, муниципальных районов, городских и сельских поселений, городских населённых пунктов, сельских населённых пунктов — Росстат, 2013. — 528 с.
8. ↑  Таблица 33. Численность населения Российской Федерации по муниципальным образованиям на 1 января 2014 года